# Carlo Maria Polvani
Carlo Maria Polvani (* 28. července 1965 Milán) je italský římskokatolický duchovní, arcibiskup a sekretář Dikasteria pro kulturu a vzdělávání.

## Život
Narodil se 28. července 1965 v Milánu.
Studoval na Institutu Lva XIII. v rodném městě a Collège Stanislas v Montréalu. Poté studoval biochemii na McGillově univerzitě, kde získal doktorát. Poté se rozhodl studovat teologii na Weston School of Theology v Cambridge (Massachusetts). Následně odešel do Říma, kde vstoupil do Papežského lombardského semináře. Na Papežské univerzitě Gregoriana obhájil doktorát z kanonického práva a forenzní psychologie. Dne 14. února 1998 byl kardinálem Carlem Maria Martinim vysvěcen na kněze a inkardinován do milánské arcidiecéze.
Absolvoval Papežskou církevní akademii a 1. července 1999 vstoupil do diplomatických služeb Svatého stolce. Působil na apoštolské nunciatuře v Mexiku. Od roku 2001 sloužil ve Státním sekretariátu; úřad pro informace a dokumentaci, technický úřad sekce všeobecných záležitostí. Dne 30. května 2001 mu byl udělen titul Kaplan Jeho Svatosti a 31. října 2013 titul Prelát Jeho Svatosti.
Dne 26. července 2019 jej papež František jmenoval adjunktem podsekretářem Papežské rady pro kulturu. Po sloučení rady a Kongregace pro katolickou výchovu do Dikasteria pro kulturu a vzdělávání byl ustanoven adjunktem podsekretářem dikasteria. Dne 12. ledna 2025 se stal sekretářem dikasteria a titulárním arcibiskupem z Regiæ. Biskupské svěcení přijal 14. února z rukou kardinála Josého Tolentino de Mendonça a spolusvětiteli byli kardinál Giuseppe Bertello a biskup Paul Tighe.